# ناحیه دوبلین، شهرستان سوئیفت، مینه سوتا
ناحیه دوبلین (به انگلیسی: Dublin Township) یک منطقهٔ مسکونی در ایالات متحده آمریکا است که در شهرستان سوئیفت، مینه‌سوتا واقع شده‌است.
 ناحیه دوبلین ۹۰٫۵ کیلومتر مربع مساحت و ۱۵۶ نفر جمعیت دارد و ۳۲۳ متر بالاتر از سطح دریا واقع شده‌است.